# Yle Teema & Fem
Yle Teema & Fem è un canale televisivo finlandese edito dalla radiotelevisione nazionale Yleisradio (Yle). È stato lanciato il 24 aprile 2017, dopo che Yle Teema e Yle Fem si sono fusi in questo canale.
Nonostante la riforma, Yle Teema e Yle Fem rimangono marchi separati. Entrambi i canali prendono le loro decisioni sulla programmazione in modo indipendente e ne hanno anche una propria.

## Storia
Yle Teema & Fem è stato fondato il 24 aprile 2017, quando i due precedenti canali Yle Teema (il canale di programmazione culturale) e Yle Fem (il canale in lingua svedese) sono stati fusi in un unico canale comune. Nel novembre 2017, Yle Teema deteneva uno share dell'1,5%, mentre Yle Fem lo aveva dell'1,1%. I canali vennero fusi anche perché singolarmente non avevano abbastanza programmi per riempire uno spazio di trasmissione dalla mattina alla sera e i politici finlandesi volevano adattare l'offerta dei canali al mercato dei media in evoluzione.

## Programmazione
Yle Teema & Fem è il canale di Yleisradio dedicato alla programmazione culturale, scientifica ed educativi.
Su questo canale condiviso sono disponibili sia contenuti Teema che Fem. Il tempo di programmazione è suddiviso equamente tra le due produzioni. Il logo della rete sullo schermo cambia per indicare se il programma in onda fa parte di Teema o Fem. 
I programmi di Yle Teema sono trasmessi la sera dal martedì al sabato dalle 20.00 e il pomeriggio tutti i giorni dalle 12.00 alle 17.25. Il palinsesto targato Teema è costituito da registrazioni di spettacoli teatrali, musica classica, documentari di arte e di storia e film.
Invece i programmi di Yle Fem sono trasmessi la mattina e cinque giorni alla settimana dal martedì al sabato dalle 17.25 alle 20.25 e la domenica e il lunedì per tutta la sera dalle 17.25. La programmazione Fem porta solo contenuti in lingua svedese, tra cui notiziari (come il bollettino serale Yle TV-nytt), programmi di attualità, intrattenimento e per bambini.
Il canale trasmette anche molti film e serie nordiche, e in precedenza trasmetteva anche il telegiornale in lingua sami Ođđasat, fino a quando non è stato spostato su Yle TV1. Inoltre, Teema & Fem ha trasmesso programmi selezionati acquisiti da Sveriges Television, la radiotelevisione svedese, fino a maggio 2017, a causa di una riduzione dei costi da parte di quest'ultima.
Nel palinsesto possiamo trovare anche serie come La promessa e Il paradiso delle signore.
Quando non ci sono altri programmi in onda la sera o la mattina, il canale trasmette Textnytti, la finestra di notizie in lingua svedese del telegiornale Yle Nyheter.
Yle Teema e Yle Fem sono canali separati sulla piattaforma Yle Areena.
I sottotitoli in finlandese e svedese sono disponibili per molti programmi non prodotti originariamente in queste lingue.